# 훌리건스 (영화)
《훌리건스》(Green Street, Hooligans)는 영국, 미국에서 제작된 렉시 알렉산더 감독의 2005년 범죄, 드라마 영화이다. 일라이저 우드 등이 주연으로 출연하였고 데보라 델 프리트 등이 제작에 참여하였다.

## 출연

### 주연
- 일라이저 우드
- 찰리 허냄
- 클레어 폴라니

### 조연
- 마크 워렌
- 레오 그레고리

## 기타
- 프로듀서: 탬신 로워디
- 공동제작: 알렉산더 부오노
- 라인프로듀서: 케밴 반 톰슨
- 협력프로듀서: 존 S. 베어드
- 협력프로듀서: 린다 맥도노그
- 조감독: 루시 에거톤
- 조감독: 마크 에거톤
- 조감독: 매튜 젠슨
- 미술: 톰 브라운
- 세트: 사라 완
- 의상: 존 크라우사
- 분장부문: 데릭 로이드
- 분장부문: 루퍼트 사이먼
- 배역: 카린 크로포드
- 배역: 데스 해밀턴